# Agostino Recalcati
Agostino Recalcati (Milano, 10 settembre 1879 – Milano, 1º maggio 1935) è stato un calciatore italiano.
Era soprannominato Topolino o Triangulìn per la sua bassa statura.

## Carriera
Giovane ginnasta della Mediolanum, passò poi al Milan dove vinse, coprendo il ruolo di ala destra, il campionato. Gli sono state attribuite due presenze in campionato ma l'incontro eliminatorio con la Mediolanum non si è in realtà mai disputato, mentre nella finale secondo l'articolo di resoconto pubblicato dalla Gazzetta dello Sport invece di Recalcati sarebbe stato schierato Edward Dobbie.
Tornò quindi alla Mediolanum come calciatore e in seguito, dopo la dismissione dell'attività calcistica da parte di quest'ultima, alla neonata US Milanese, con la quale risultò il capocannoniere del 1905.
Ritiratosi nell'autunno del 1909, collaborò con la FIGC all'organizzazione della prima Nazionale italiana di calcio.

Nel frattempo divenne il responsabile della Sezione Calcio della US Milanese, carica che ricoprì fino all'inizio della prima guerra mondiale.
Morì a Milano il 1º maggio 1935 e venne inumato nel cimitero di Rho.